# Bulgaria en los Juegos Olímpicos de Innsbruck 1976
Bulgaria estuvo representada en los Juegos Olímpicos de Innsbruck 1976 por un total de 29 deportistas que compitieron en 4 deportes.  
El equipo olímpico búlgaro no obtuvo ninguna medalla en estos Juegos.